# Volkstheater metróállomás

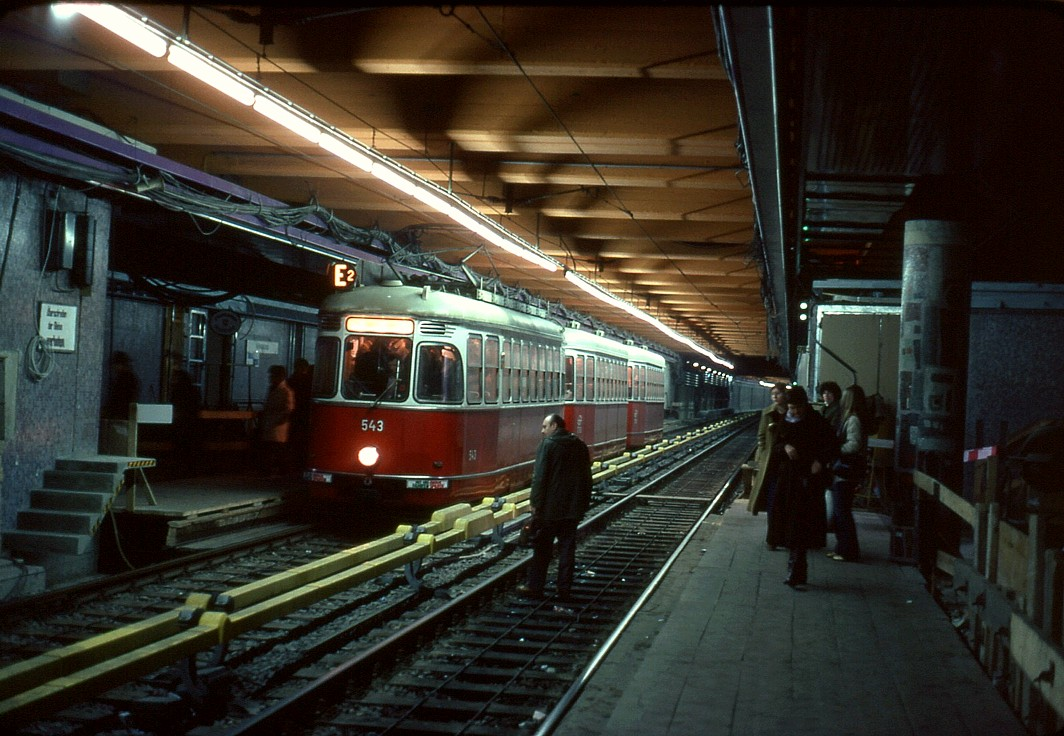
A földalatti villamos megállója, melyet ma az U2-es metróvonal használ

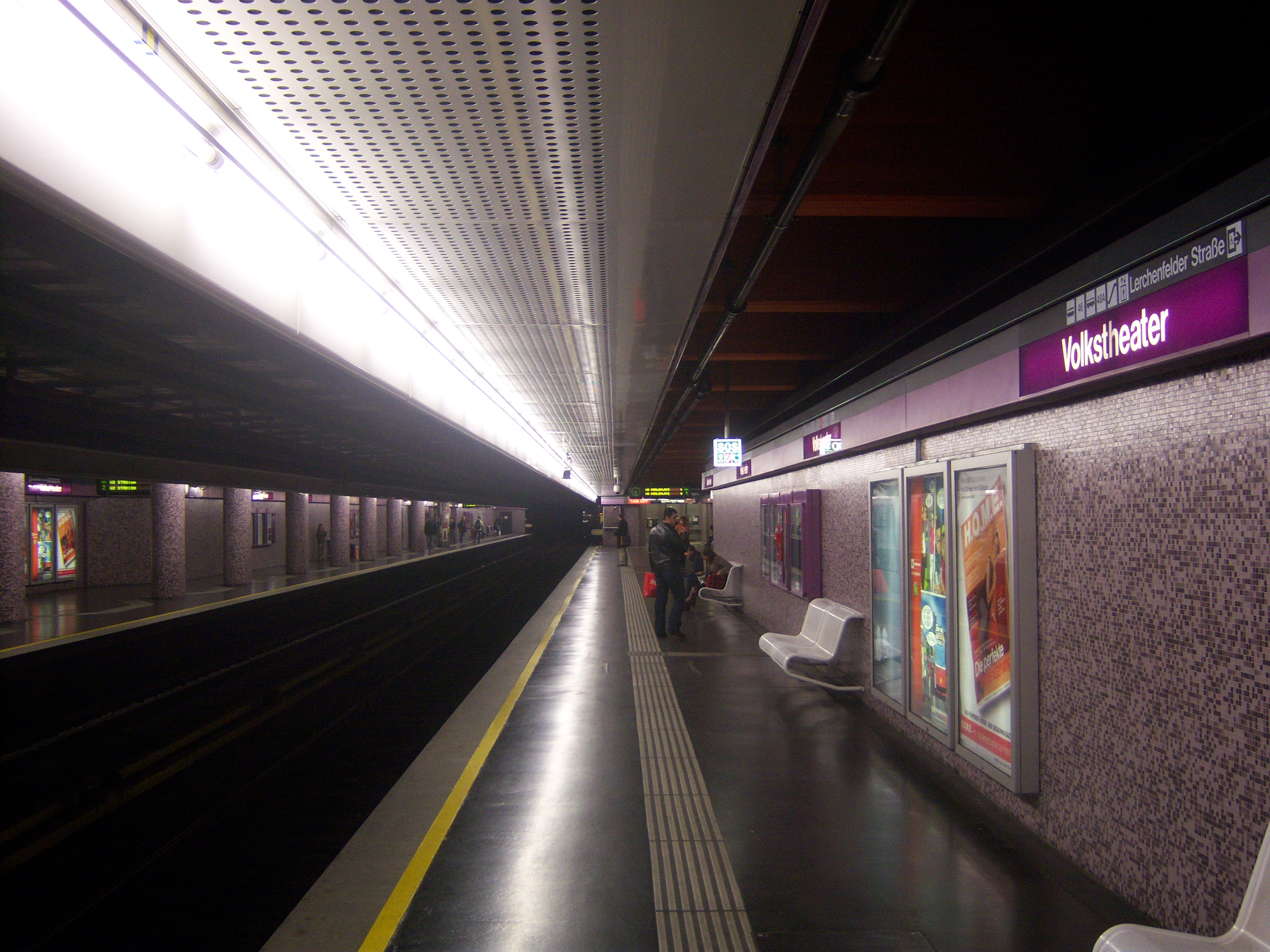
Az U2-es metró megállója 2008-ban

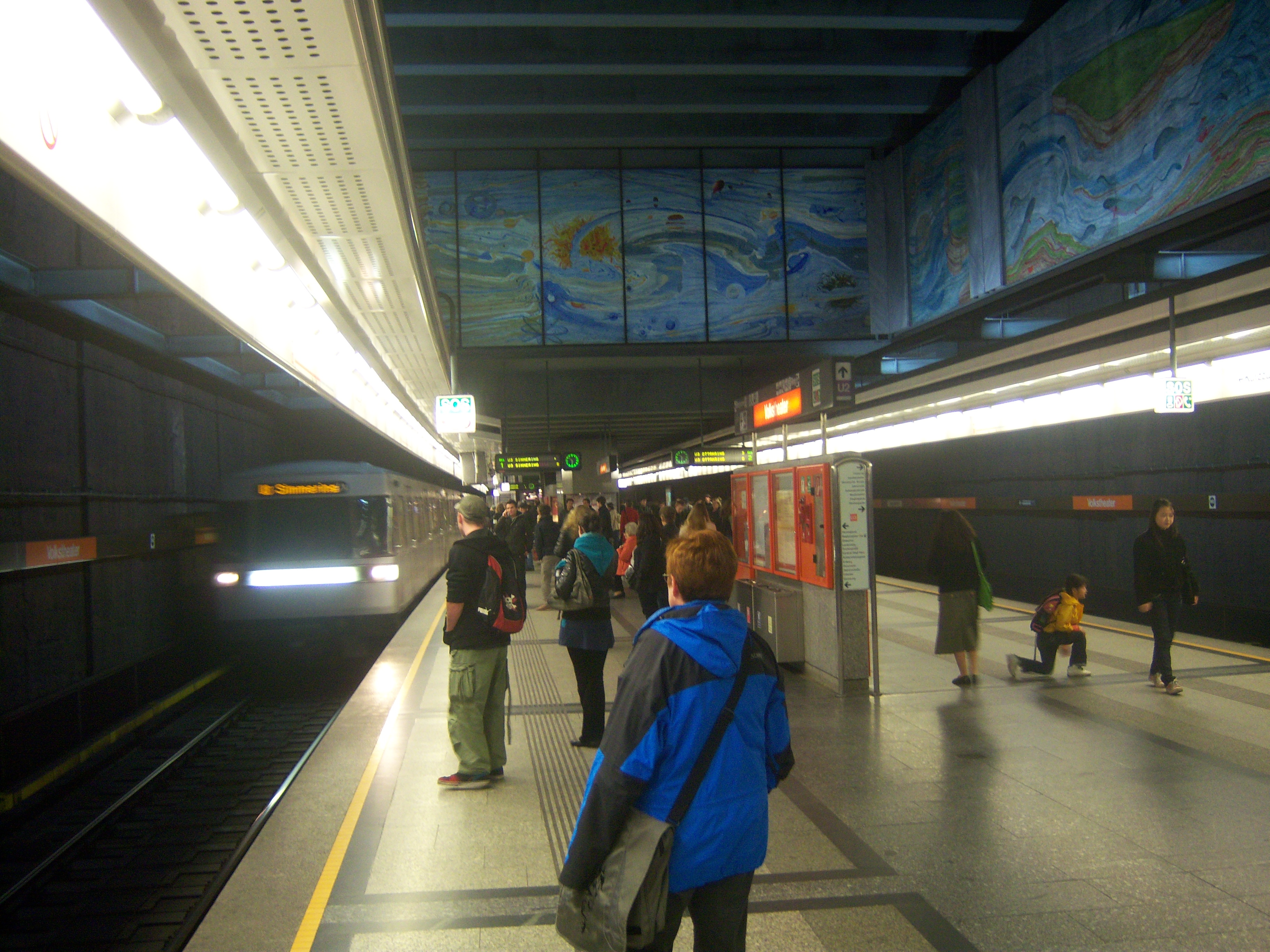
Az U3-as metró megállója

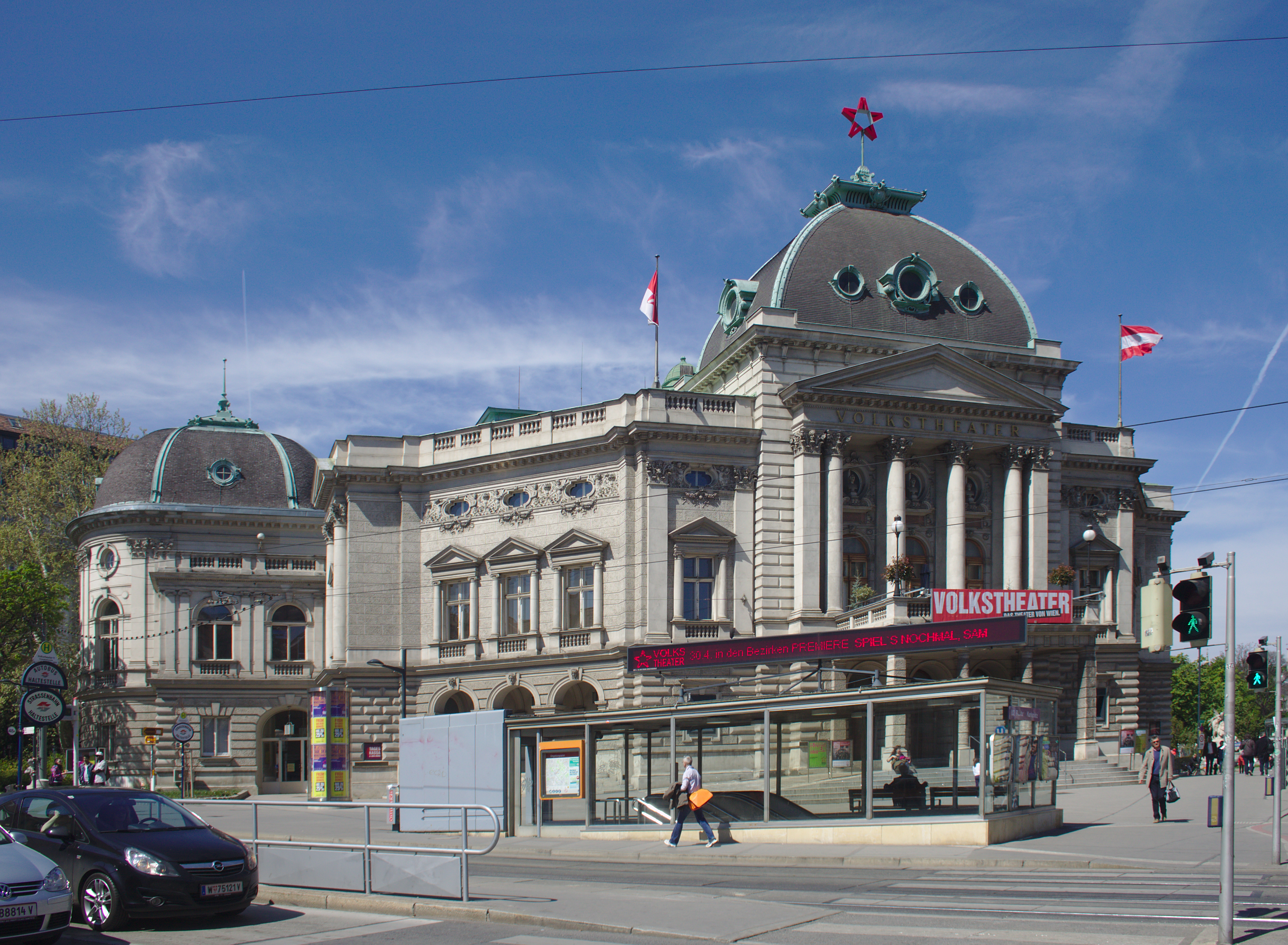
Volkstheater, melyről az állomás a nevét kapta

A bécsi Volkstheater metróállomás az U2-es metróvonal és az U3-as metróvonal csomóponti állomása. Az állomás Bécs első kerületében, Innere Stadt-ban épült. Nevét Volkstheater színházról kapta, mely szó szerinti fordításban azt jelenti, hogy Népszínház.

## Az U2-es metró állomása
Az állomás eredetileg a Zweierlinie becenevű földalatti villamos számára épült, ami 4 állomásból állt. A hálózatot a többi három állomással együtt 1966-ban adták át. Ekkor az állomás kéregvezetésűként épült meg, és az utca vonalához igazodtak. Mivel nem fúrhattak a házak alá, és egymás mellett csak két vágány és egy állomás fért el, kénytelenek voltak a peronokat elcsúsztatni. (Ez az elcsúsztatás még ma is megfigyelhető.) A villamos azonban népszerűtlen volt, melynek következtében egyre többen ültek autóba és egyre nagyobbak lettek a forgalmi dugók. Ezt megelőzendő a földalatti hálózatot át kívánták alakítani metróvá. A döntésüket 1968. január 26-án jelentette be, az új, U2-es számú metróvonal végül 1980. augusztus 30-án lett átadva. 2000 és 2002 között Lerchenfelder Straße megálló kivételével, köztük ezt az állomást is elkezdték meghosszabbítani annak érdekében, hogy a kezdeti 4 kocsiból álló szerelvények helyett hosszabb, 6 kocsiból álló vonatok közlekedhessenek. Az eredetileg 75 m hosszú állomást 115 méterre hosszabbították meg, ezt követően szűnt meg Lerchenfelder Straße szomszédos állomás, ami olyan közel volt, hogy szabad szemmel is igen jól át lehetett látni. 
 Oldalsó burkolata lila színű csempe, járólapja fekete PVC. Az állomás 2024. decemberi ismételt átadásával új, automatikus ajtóplatform-rendszerrel lett felszerelve.

## Az U3-as metró állomása
A megállót 1991. április 6-án adták át, amikor Erdberg ↔ Volkstheater szakaszon megnyitották az U3-as metróvonalat. 1993. szeptember 4-éig ez az állomás az U3-as metróvonal végállomása volt, amikor is átadták a Westbahnhofig tartó szakaszt. 1994-ben továbbhosszabbították az U3-as metróvonalat a Johnstraße állomásig, majd 1998-ban újabb hosszabbítás következett, és az U3-as metróvonal elérte a nyugati végét, az Ottakring állomást.
Az U3-as metróvonal állomása jóval tágasabb az U2-es metróvonal állomásánál, így elég hely volt az állomás kidíszítésere. A falakat Anton Lehmden figuratív mozaikjai és egy üvegfestménye díszítik, Das Werden der Natur (A természet létrejötte) címmel.

Az állomás egyterű, középperonos kialakítású, liftekkel akadálymentesített és mozgólépcsőkkel felszerelt.

## Átszállási kapcsolatok
Az U2/U5 metróberuházás miatt az U2-es metró 2021. májusa és 2024. december 6. között nem érintette ezt az állomást.
| U2 (Karlsplatz ↔ Seestadt) | | |
| U3 (Ottakring ↔ Simmering) | | |
| Állomás                    | Átszállási kapcsolatok | Fontosabb létesítmények                                                                                   |
| Volkstheater               | 49 48A N46, N49 (éjszakai) A közeli Ring, Volkstheater megállóban állnak meg: 1, 2, 46, 49, 71, D 48A N25, N38, N46, N60, N66 (éjszakai) | Volkstheater (színház), Ring, Parlament, Természettudományi és Szépművészeti Múzeum, Burggarten (Várkert) |

## Galéria

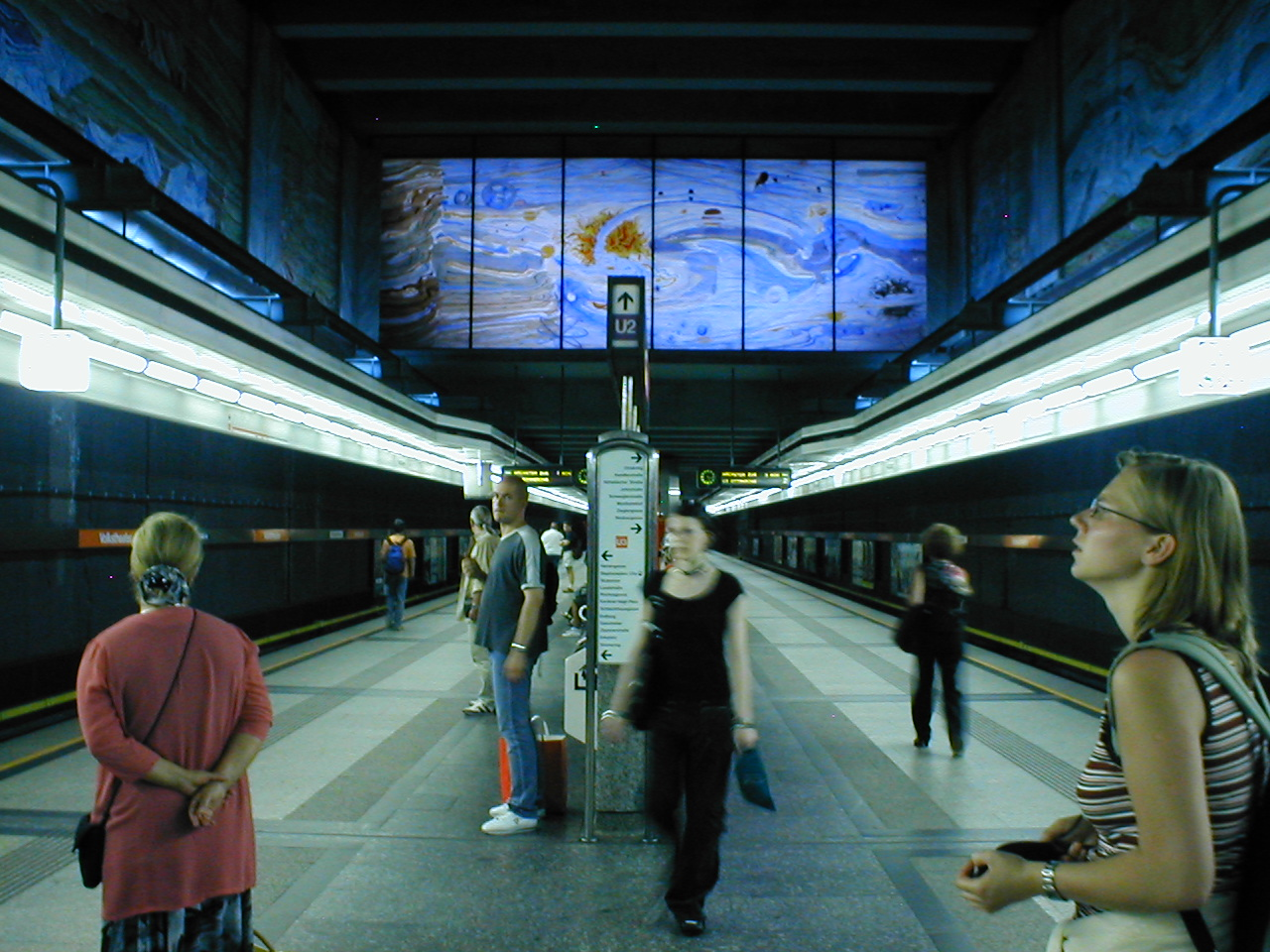
Az U3-as metróvonal állomása
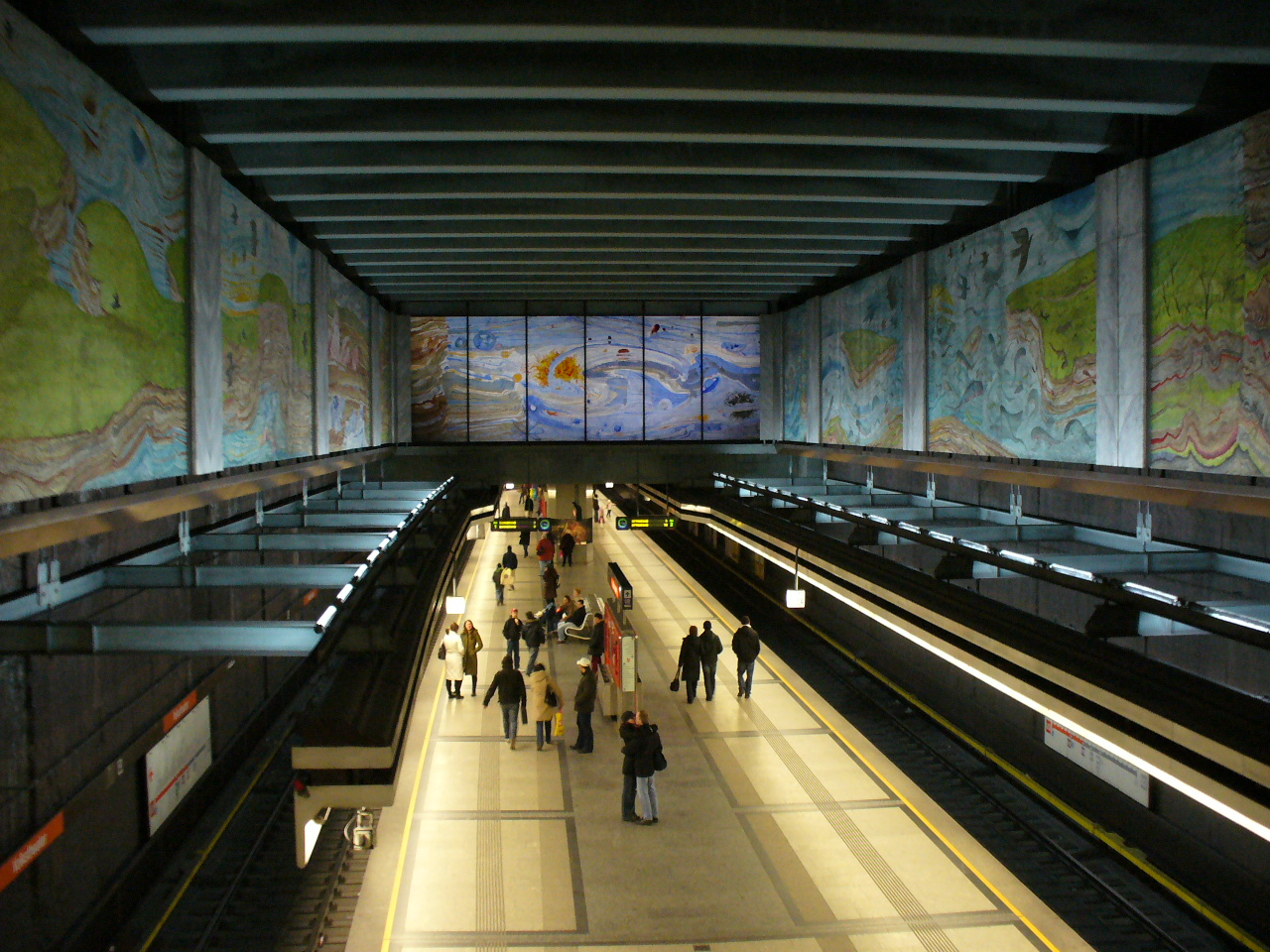
Díszítés az U3-as metró állomásán
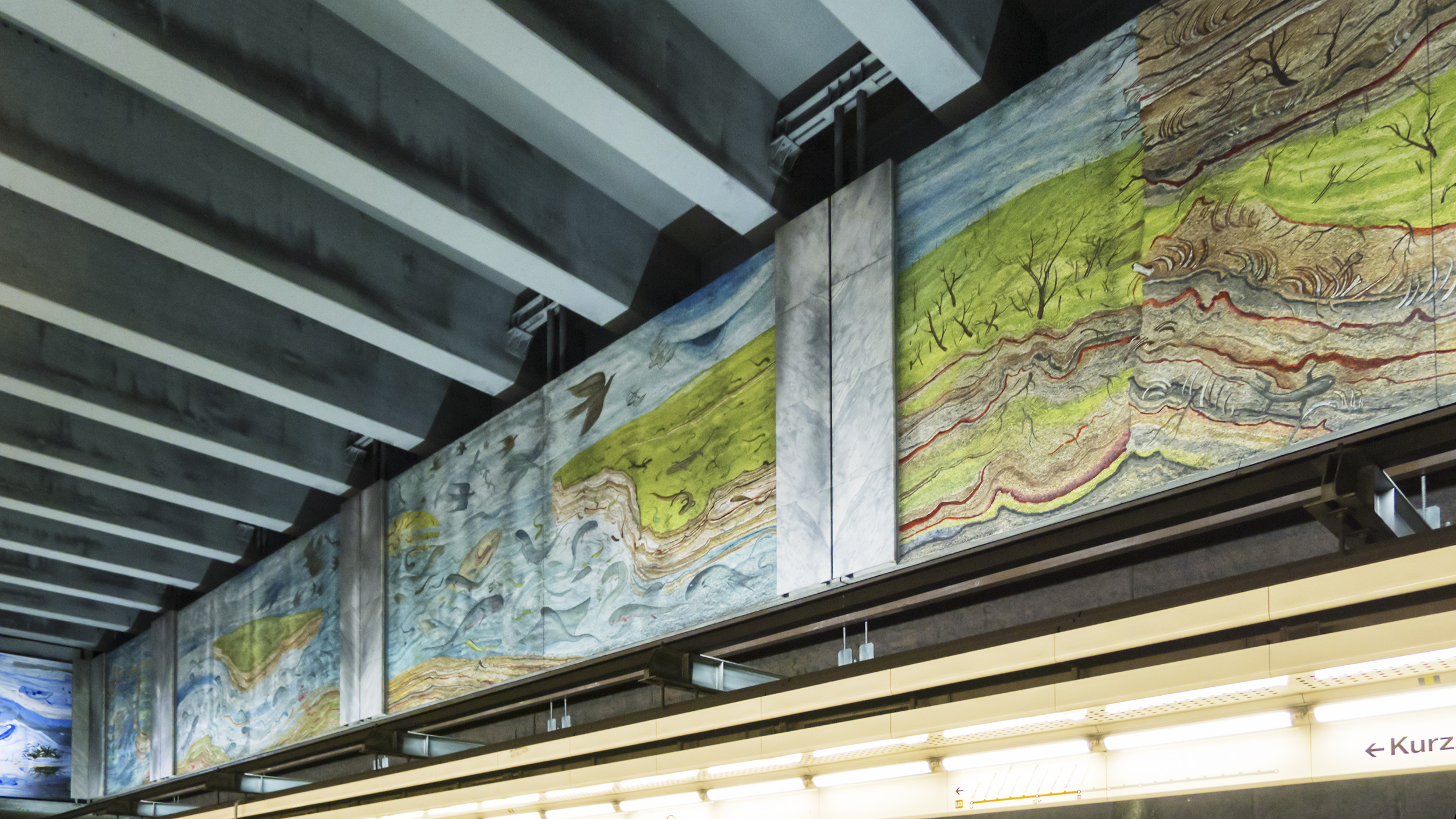
Az egyik oldalsó díszítőelem ráközelítve
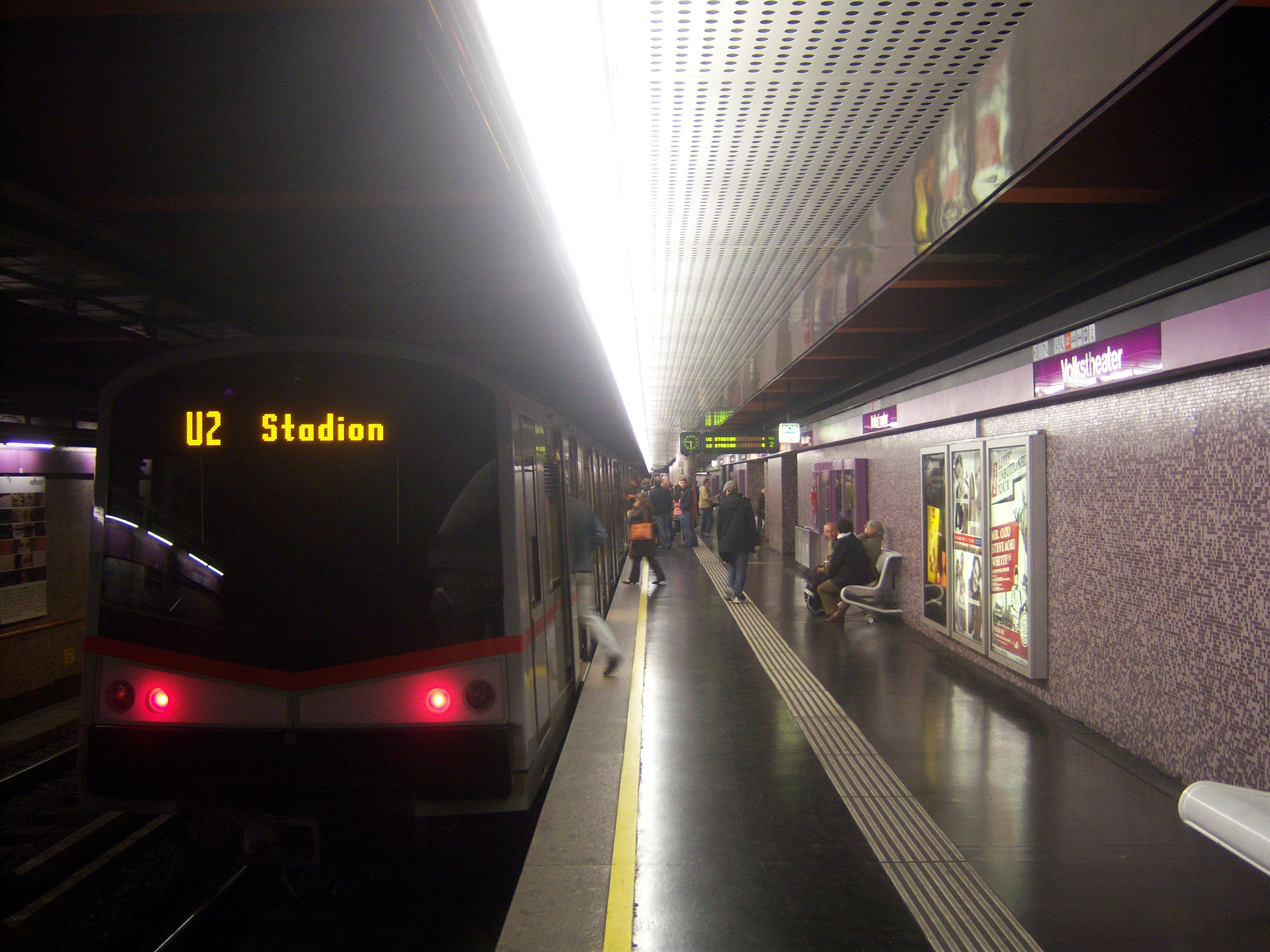
AZ U2-es metróvonal szűkebb és kevésbé díszes megállója

## Fordítás
- Ez a szócikk részben vagy egészben  az   U-Bahn-Station Volkstheater című német Wikipédia-szócikk fordításán alapul.  Az eredeti cikk szerkesztőit annak laptörténete sorolja fel. Ez a jelzés csupán a megfogalmazás eredetét és a szerzői jogokat jelzi, nem szolgál a cikkben szereplő információk forrásmegjelöléseként.